# Drymobius chloroticus
Drymobius chloroticus är en ormart som beskrevs av Cope 1886. Drymobius chloroticus ingår i släktet Drymobius och familjen snokar. Inga underarter finns listade i Catalogue of Life.
Arten förekommer i Centralamerika från östra Mexiko till norra Nicaragua. Den lever i kulliga områden och i bergstrakter mellan 500 och 2500 meter över havet. Habitatet utgörs främst av molnskogar men arten hittas även i andra skogar. Drymobius chloroticus besöker även odlingsmark. Individerna hittas ofta nära vattendrag, insjöar och pölar där de jagar groddjur. De är dagaktiva och vistas främst på marken. Honor lägger ägg.
Skogsavverkningar påverkar beståndet negativt. I begränsat omfång kan matbrist uppstå när många groddjur dör av sjukdomar som orsakas av gisselsvampar. D är fortfarande vanligt förekommande. IUCN listar arten som livskraftig (LC).